# Андре Нікатіна
Андре Нікатіна (справжнє ім'я Андре Л. Адамс) — американський репер із Сан-Франциско, штат Каліфорнія. Раніше мав сценічне ім'я Дре Доґ, був учасником гурту I.M.P. (скор. від Ill-Mannered Posse).

## Особисте життя
Андре Адамс народився 11 березня 1970 р. в Сан-Франциско. Виріс у районі Філлмор. Він відвідував середню школу, Академію науки й техніки Ґалілео, яку зрештою кинув. За його словами, він загалом навчався на D.

## Музична кар'єра
Репер видав 2 альбоми під псевдонімом Дре Доґ: The New Jim Jones (1993) і I Hate You with a Passion (1995). I Hate You with a Passion посів 79-ту сходинку на Top R&B/Hip-Hop Albums і 3-тю Top Heatseekers (Pacific). У 1997 змінив сценічне ім'я на Андре Нікатіна. Наступна платівка вийшла на його щойно створеному власному лейблі Filmoe Coleman Records. На Cocaine Raps виконавець уперше співпрацював з продюсером Ніком Пісом. В інтерв'ю журналу Strivin Нікатіна заявив, що зміна псевдоніму пішла на краще й що він читає реп, оскільки відчуває, що він достатньо талановитий для цього, а не заради популярності.
Наступні релізи принесли популярність на андеґраундній реп-сцені Західного узбережжя. Мосі Рівз із San Francisco Bay Guardian відзначив Андре на вечірці з виходу CD іншого андеґраундного репера/продюсера району Затоки, Smoov-E; він назвав Нікатіну «дотепним репером, який круто читає як Kurupt». У 2003 У 2003 вийшов CD/DVD Conversation with a Devil. У 2005 газета SF Weekly назвала виконавця «Найкращою місцевою хіп-хоп легендою». Цього ж року Андре отримав нагороду першої щорічної Bay Area Raps Awards у категорії «Найкращий андеґраунд-артист».

## Дискографія

### Студійні альбоми
| Рік  | Назва | US R&B | Top Heatseekers | US Heat (Pacific) |
| ---- | --- | ------ | --------------- | ----------------- |
| 1993 | The New Jim Jones (як Dre Dog) - Випущений: 17 червня 1993 - Лейбл: In-a-Minute - Формат: CD, касета, цифрове завантаження                 | —      | —               | —                 |
| 1995 | I Hate You with a Passion (як Dre Dog) - Випущений: 19 квітня 1995 - Лейбл: In-a-Minute - Формат: CD, касета, цифрове завантаження         | 79     | —               | 7                 |
| 1997 | Cocaine Raps - Випущений: квітень 1997 - Лейбл: Filmoe Coleman Records - Формат: CD, цифрове завантаження                                  | —      | —               | —                 |
| 1999 | Tears of a Clown - Випущений: 18 травня 1999 - Лейбл: Fillmoe Coleman - Формат: CD, цифрове завантаження                                   | —      | —               | —                 |
| 2000 | Daiquiri Factory: Cocaine Raps, Vol. 2 - Випущений: 6 червня 2000 - Лейбл: Million Dollar Dream - Формат: CD, касета, цифрове завантаження | —      | —               | —                 |
| 2000 | These R the Tales - Випущений: 14 листопада 2000 - Лейбл: Fillmoe Coleman - Формат: CD, касета, цифрове завантаження                       | —      | —               | —                 |
| 2003 | Conversation with a Devil - Випущений: 22 квітня 2003 - Лейбл: Fillmoe Coleman - Формат: CD/DVD, цифрове завантаження                      | —      | —               | 3                 |
| 2004 | Bullets, Blunts in ah Big Bankroll - Випущений: 18 травня 2004 - Лейбл: Nicky Rose - Формат: CD, цифрове завантаження                      | —      | —               | —                 |
| 2007 | Booty Star: Glock Tawk - Випущений: 18 вересня 2007 - Лейбл: Nicky Pearl - Формат: CD, цифрове завантаження                                | —      | —               | —                 |
| 2010 | KHAN! The ME Generation - Випущений: 20 квітня 2010 - Лейбл: Fillmoe Coleman - Формат: CD, цифрове завантаження                            | 40     | —               | —                 |
| 2013 | Andre Nickatina - Випущений: 24 вересня 2013 - Лейбл: Fillmoe Coleman - Формат: CD, цифрове завантаження                                   | 46     | 12              | 1                 |

### Спільні альбоми
- 2002: Midnight Machine Gun Rhymes and Alibis (разом з Equipto)
- 2005: Horns and Halos (разом з Equipto)
- 2005: Gun-Mouth 4 Hire: Horns and Halos, Vol. 2 (разом з Equipto)
- 2006: Bullet Symphony: Horns and Halos 3 (разом з Equipto)
- 2008: A Tale of Two Andres (разом з Mac Dre)
- 2010: The King and Mr. Biscuits (разом з Smoov-E)[8]
- 2010: My Middle Name Is Crime EP (разом з The Jacka)[8]

### Компіляції
- 2001: Unreleased
- 2002: Hell's Kitchen
- 2003: Green Eyes
- 2006: Khanthology
- 2009: Cocaine Inc (Cocaine Raps 1, 2, & 3)
- 2009: Khanthology 2

### Саундтреки
- 2005: The Gift
- 2007: Ugly Money
- 2009: Ugly Money, Vol. 2: Love It and Count It

### Мікстейпи
- 2007: The Wrath of Khan
- 2012: Where's My Money

### Міні-альбоми
- 2014: Cupid Got Bullets 4 Me

### Перевидання
- 1997: Raven in My Eyes